# Annibale
Annibale (bra Aníbal, o Conquistador) é um filme italiano de 1960, do gênero drama épico, dirigido por Carlos Ludovico Bragaglia e Edgar G. Ulmer.

## Sinopse
O filme mostra a epopeia de Aníbal, o general cartaginês que, partindo da Hispânia e cruzando os Alpes, invadiu a Itália, levando o pânico aos romanos, na Segunda Guerra Púnica. 
Em meio a cenas de batalhas, exibe-se um fictício romance entre o general e uma vestal romana (Sílvia), cujo coração se divide entre sua fidelidade à pátria e seu amor pelo cartaginês.

## Elenco principal
- Victor Mature - Aníbal
- Rita Gam - Silvia
- Gabriele Ferzetti - Fábio Máximo
- Milly Vitale - Danila
- Rik Battaglia - Asdrúbal
- Franco Silva - Maárbal
- Mario Girotti - Quintílio
- Mirko Ellis - Mago
- Andrea Aurelia - Varro